# Nototriche cajonensis
Nototriche cajonensis är en malvaväxtart som beskrevs av Antonio Krapovickas. Nototriche cajonensis ingår i släktet Nototriche och familjen malvaväxter. Inga underarter finns listade i Catalogue of Life.